# Leistarcha
Leistarcha is een geslacht van vlinders van de familie sikkelmotten (Oecophoridae), uit de onderfamilie Oecophorinae.

## Soorten
- L. scitissimella (Walker, 1864)
- L. tenuistria Turner, 1935
- L. thaumastica (Turner, 1946)